# 브라질 배구 국가대표팀
브라질 배구 국가대표팀(포르투갈어: Seleção Brasileira de Voleibol)은 브라질을 대표하여 국가대항전에 참가하는 배구 국가대표팀으로 브라질 배구 연맹에 의해 운영된다.

## 같이 보기
- 브라질 여자 배구 국가대표팀